# 麻生区

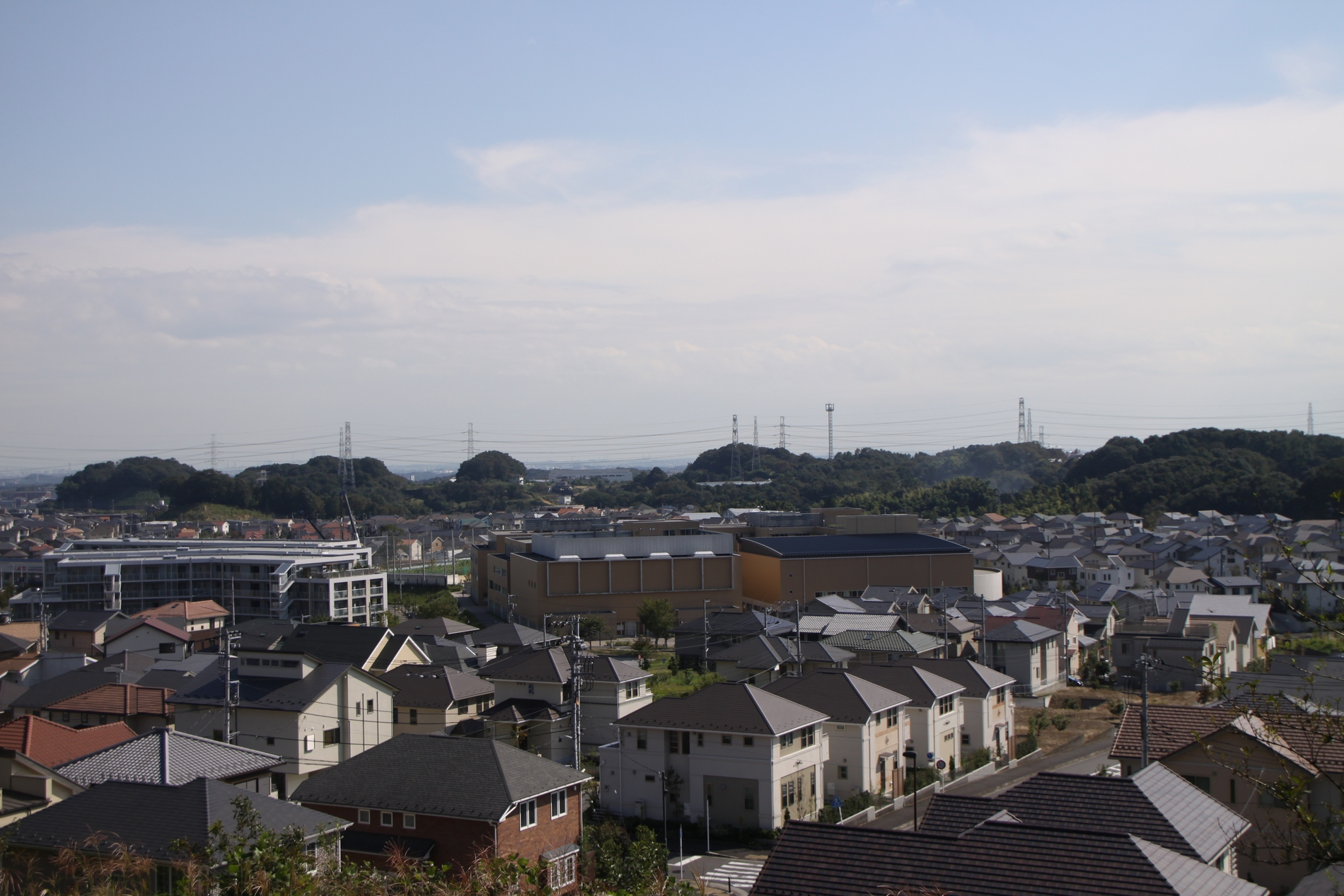
はるひ野の住宅地

麻生区（あさおく）は、神奈川県川崎市を構成する7行政区のうちの一つである。川崎市北西部の多摩丘陵の一角に位置し、川崎市の多摩区と宮前区、神奈川県横浜市青葉区、東京都の稲城市、多摩市、町田市と隣接する。
1982年（昭和57年）7月1日、多摩区から分区して設置された。

## 概要

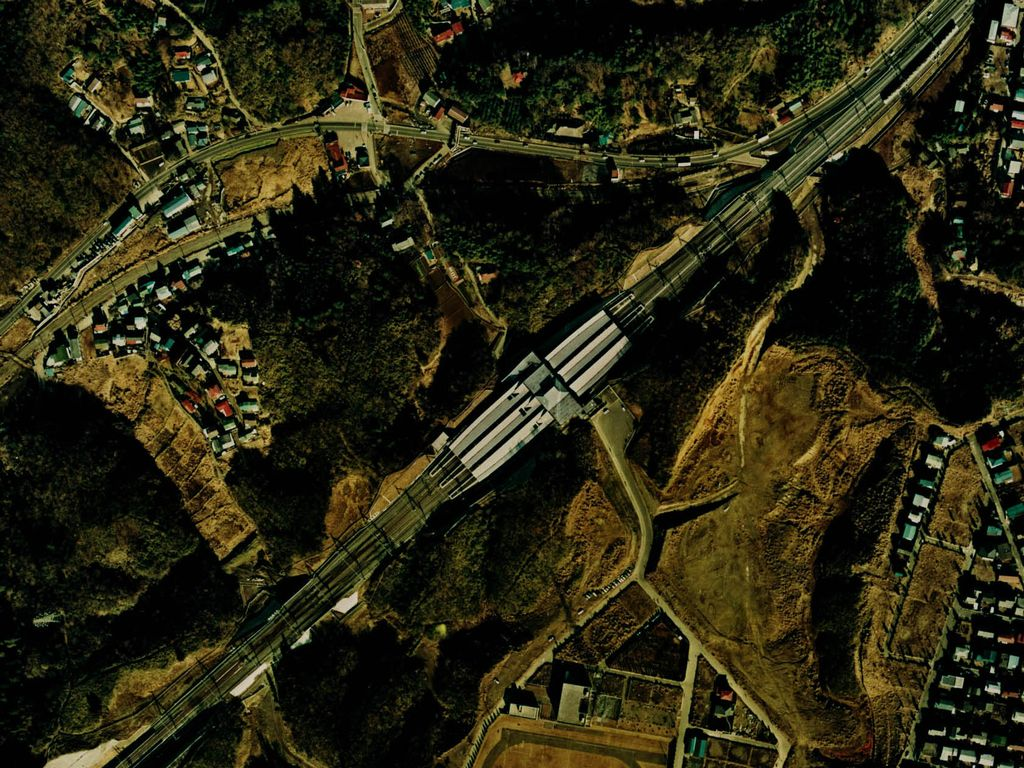
1974年頃の新百合ヶ丘駅付近

「麻生」の地名の由来は、8世紀頃から大和朝廷へ納めていた麻布の原料である麻の産地であったためと伝えられる。また江戸時代（天保期頃）からは木炭「黒川炭」の生産も行われた。区南部には、鎌倉時代に発見された日本最古の甘柿の品種と言われる禅寺丸柿が発見された王禅寺地区があり「柿生」の地名の由来となった。
緑地が多く、公園の数は321カ所と、2位の宮前区を100カ所以上、上回る。区北部の黒川地区には、昔ながらの里山が残っている。
麻生区区域はもともと津久井街道（現在の都道・県道3号世田谷町田線）が五反田川や麻生川に沿って伸び、また1927年（昭和2年）の小田急小田原線開業によって交通の不便が改善され、その沿線には集落が形成されていた。さらに1960年代に入ると現在の麻生区域の丘陵地帯では日本住宅公団（現在の都市再生機構）による団地建設を皮切りに急速な住宅地造成が進められ整備地域内の人口は急増したが、それ以外の大半の土地は山林に覆われ、人口も少なかった。
1974年（昭和49年）に多摩ニュータウンへのアクセス路線である小田急多摩線が開業したことで、その後は沿線付近が新興住宅地として開発された。区内を小田急の2路線が通る麻生区は東京都庁のある新宿への便が良く、東京都区部への通勤・通学が便利なため、東京のベッドタウンとして発展が続いている。一方、南北に長い川崎市において、行政・商業の中心となっている川崎区（市の南東部）とは最も離れているため、市役所等への移動は非常に時間がかかり、川崎市中心部への流動は東京都区部に比べて弱い。そのため南北交通の強化を目的に、川崎市では1960年代から川崎縦貫高速鉄道（市営地下鉄）の建設構想を掲げていたが、着工には至らず2018年（平成30年）に計画廃止となった。
さらに区のほぼ中央の多摩丘陵を開拓し、小田急新百合ヶ丘駅付近を川崎市の北部副都心と位置づけて、区役所、税務署などの公共施設、百貨店、映画館など様々な商業施設を充実させる都市開発が行われ、1998年（平成10年）度には建設省（現・国土交通省）の都市景観100選を受賞した。新百合ヶ丘駅周辺は新規に開発したニュータウンであるため、駅周辺では風俗営業を禁止しており、遊技場（パチンコ店）1店のみに留まっている。
東京都心部へのアクセス向上により、小田急不動産などのデベロッパーが積極的に開発・分譲を行った新興住宅地が小田急沿線に多く存在する。そのため、川崎市の中で人口増が最も多い区となった。
近年では川崎市の「芸術のまち構想」の一環である「音楽のまち・かわさき」として、昭和音楽大学の誘致、川崎市アートセンターの建設、KAWASAKIしんゆり映画祭の開催など、音楽や芸術などの文化振興に力を入れている。

### 区名の由来
区名は一般公募され、候補には麻生区のほか「百合ヶ丘区」「山手光区」「柿生区」などかあった。さらに審議の結果、瑞祥地名の百合ヶ丘区・山手光区は歴史性が乏しいとされ、柿生区・麻生区に絞られた。都筑郡柿生村に由来する「柿生区」が最も多い結果であったが、歴史的由来に価値があり新区の名称にふさわしいという理由により「麻生区」に決定した。
区名の読みは「あそう」ではなく「あさお」である。なお、かつては区役所窓口の申請書記入例の氏名欄に「麻生太郎」と記載されていたが、2008年自由民主党総裁選挙の際に、麻生太郎候補と同名であると指摘されて差し替えられた。

## 地理
川崎市の西北端に位置し多摩丘陵の一部を占める。南北に長い市域を持つ川崎市の中で、行政の中心である市の南東部の川崎区とは最も離れている。区域全体が丘陵地帯にあり標高は高めで、市内で最も標高が高い地点も麻生区内にある。区の中央から西に流れる麻生川沿いは標高がやや低くなっている。
そのため、麻生区はその周囲を流れる一級河川鶴見川水系および多摩川水系の分水嶺になっており、鶴見川水系麻生川、片平川、真福寺川、早野川、黒須田川、および多摩川水系五反田川、三沢川など多くの川の水源地になっている。
西部に飛地となっている岡上地区があるが、これは明治時代の柿生村と岡上村をめぐる歴史的背景によるものであり、在住の中学生は公立学校に通う場合は飛地から川崎市立柿生中学校へ通学している。

## 歴史
- 1214年（建保2年）：星宿山蓮華院王禅寺の山中で、日本最古の甘柿「禅寺丸」が見つかる。
- 鎌倉時代末期には「麻生郷」という記載があり、この時代からも「麻生」の地名があったことが分かる。[10]
- 江戸時代末期には「細山村」「黒川村」で炭焼きが行われていたことを示す記述がある。この炭は「黒川炭」と呼ばれていた。
- 1889年（明治22年）：橘樹郡に生田村、都筑郡に柿生村・岡上村が成立。
- 1927年（昭和2年）：現在の麻生区域内で初の鉄道路線として小田急電鉄小田原線が開通。柿生駅が開設。
- 1938年（昭和13年）：橘樹郡生田村を川崎市へ編入。
- 1939年（昭和14年）：都筑郡柿生村、岡上村を川崎市へ編入。
- 1960年（昭和35年）3月：小田急小田原線に百合ヶ丘駅開設。近隣で日本住宅公団が建設した百合丘団地の入居開始に伴い開設され、以後、同地域での人口が急増。
- 1961年（昭和36年）12月：王禅寺に建設された日立教育訓練用原子炉が民間初の国産原子炉初臨界を達成。
- 1972年（昭和47年）4月：川崎市の政令指定都市移行に伴い、多摩区発足。
- 1973年（昭和48年）11月：川崎市が、現在の新百合ヶ丘駅付近を中心とする北部副都心構想を発表する。
- 1974年（昭和49年）6月：小田急多摩線開通に伴い新百合ヶ丘駅、五月台駅、栗平駅、黒川駅が開設。
- 1974年（昭和49年）10月：京王相模原線に若葉台駅が開設。
- 1978年（昭和53年）：黒川より2万4千年前の石器が発掘される。
- 1982年（昭和57年）7月：多摩区のうち旧柿生村・旧岡上村の全域、および旧生田村の一部が分区し麻生区が誕生する。
- 1991年（平成3年）3月：川崎市が新百合ヶ丘地域を対象に「芸術のまち」構想を発表する。
- 1995年（平成7年）：黒川で工業団地かわさきマイコンシティへの企業誘致が始まる。
- 1998年（平成10年）10月：新百合ヶ丘駅周辺地区が、建設省の都市景観対象を受賞する。
- 2004年（平成16年）12月：小田急多摩線にはるひ野駅が開設。
- 2007年（平成19年）4月：昭和音楽大学が新百合ヶ丘駅周辺地区に移転。
- 2011年（平成23年）4月：日本映画大学が日本映画学校と旧：川崎市立白山小学校の校舎を使用するかたちで開学。
- 2020年（令和2年）：平均寿命が男女共に市区町村別日本一となった（男性が84.0歳、女性が89.2歳）

## 町名
麻生区内では、一部の区域で住居表示に関する法律に基づく住居表示が実施されている。川崎市の町名の丁目にはアラビア数字が広く採用されており、『官報』告示等において漢数字表記されている場合であっても、麻生区ではアラビア数字で統一している。
| 町名            | 町名の読み       | 設置年月日     | 住居表示実施年月日            | 住居表示実施直前の町名                                       | 備考                 |  |
| --------------- | ---------------- | -------------- | ----------------------------- | ------------------------------------------------------------ | -------------------- |  |
| 王禅寺          | おうぜんじ       | 1939年10月1日  | 未実施                        |                                                              |                      |  |
| 王禅寺西1丁目   | おうぜんじにし   | 2000年11月6日  | 2000年11月6日                 | 王禅寺、上麻生の各一部                                       |                      |  |
| 王禅寺西2丁目   | おうぜんじにし   | 2000年11月6日  | 2000年11月6日                 | 王禅寺、上麻生の各一部                                       |                      |  |
| 王禅寺西3丁目   | おうぜんじにし   | 2000年11月6日  | 2000年11月6日                 | 王禅寺、上麻生の各一部                                       |                      |  |
| 王禅寺西4丁目   | おうぜんじにし   | 2000年11月6日  | 2000年11月6日                 | 王禅寺、上麻生の各一部                                       |                      |  |
| 王禅寺西5丁目   | おうぜんじにし   | 2000年11月6日  | 2000年11月6日                 | 王禅寺、上麻生の各一部                                       |                      |  |
| 王禅寺西6丁目   | おうぜんじにし   | 2000年11月6日  | 2000年11月6日                 | 王禅寺、上麻生の各一部                                       |                      |  |
| 王禅寺西7丁目   | おうぜんじにし   | 2000年11月6日  | 2000年11月6日                 | 王禅寺、上麻生の各一部                                       |                      |  |
| 王禅寺西8丁目   | おうぜんじにし   | 2001年11月26日 | 2001年11月26日                | 王禅寺、上麻生の各一部                                       |                      |  |
| 王禅寺東1丁目   | おうぜんじひがし | 2000年11月6日  | 2000年11月6日                 | 王禅寺の一部                                                 |                      |  |
| 王禅寺東2丁目   | おうぜんじひがし | 2000年11月6日  | 2000年11月6日                 | 王禅寺の一部                                                 |                      |  |
| 王禅寺東3丁目   | おうぜんじひがし | 2000年11月6日  | 2001年11月26日                | 王禅寺、下麻生、早野の各一部                                 |                      |  |
| 王禅寺東4丁目   | おうぜんじひがし | 2000年11月6日  | 2001年11月26日                | 王禅寺、下麻生、早野の各一部                                 |                      |  |
| 王禅寺東5丁目   | おうぜんじひがし | 2000年11月6日  | 2001年11月26日 2014年10月20日 | 王禅寺、下麻生、早野の各一部 下麻生2、下麻生、王禅寺の各一部 |                      |  |
| 王禅寺東6丁目   | おうぜんじひがし | 2000年11月6日  | 2001年11月26日 2002年10月15日 | 王禅寺、下麻生、早野の各一部 王禅寺の一部                    |                      |  |
| 岡上            | おかがみ         | 1939年10月1日  | 未実施                        |                                                              |                      |  |
| 岡上1丁目       | おかがみ         | 2021年11月22日 | 2021年11月22日                | 岡上の一部                                                   |                      |  |
| 岡上2丁目       | おかがみ         | 2021年11月22日 | 2021年11月22日                | 岡上の一部                                                   |                      |  |
| 岡上3丁目       | おかがみ         | 2021年11月22日 | 2021年11月22日                | 岡上の一部                                                   |                      |  |
| 岡上4丁目       | おかがみ         | 2021年11月22日 | 2021年11月22日                | 岡上の一部                                                   |                      |  |
| 岡上5丁目       | おかがみ         | 2021年11月22日 | 2021年11月22日                | 岡上の一部                                                   |                      |  |
| 岡上6丁目       | おかがみ         | 2021年11月22日 | 2021年11月22日                | 岡上の一部                                                   |                      |  |
| 片平            | かたひら         | 1939年10月1日  | 未実施                        |                                                              |                      |  |
| 片平1丁目       | かたひら         | 1982年7月1日   | 1982年7月1日 1996年11月23日   | 片平、五力田の各一部 片平、上麻生の各一部                    |                      |  |
| 片平2丁目       | かたひら         | 1982年7月1日   | 1982年7月1日 1996年11月23日   | 片平、五力田の各一部 片平、上麻生の各一部                    |                      |  |
| 片平3丁目       | かたひら         | 1982年7月1日   | 1982年7月1日 1996年11月23日   | 片平、五力田の各一部 片平、上麻生の各一部                    |                      |  |
| 片平4丁目       | かたひら         | 1982年7月1日   | 1982年7月1日                  | 片平、五力田の各一部                                         |                      |  |
| 片平5丁目       | かたひら         | 1982年7月1日   | 1982年7月1日                  | 片平、五力田の各一部                                         |                      |  |
| 片平6丁目       | かたひら         | 2006年4月29日  | 2006年4月29日                 | 片平の一部                                                   |                      |  |
| 片平7丁目       | かたひら         | 2006年4月29日  | 2006年4月29日                 | 片平の一部                                                   |                      |  |
| 片平8丁目       | かたひら         | 2006年4月29日  | 2006年4月29日                 | 片平の一部                                                   |                      |  |
| 金程1丁目       | かなほど         | 1987年8月2日   | 1987年8月2日                  | 金程、万福寺、細山、千代ケ丘4・5の各一部                     |                      |  |
| 金程2丁目       | かなほど         | 1987年8月2日   | 1987年8月2日                  | 金程、万福寺、細山、千代ケ丘4・5の各一部                     |                      |  |
| 金程3丁目       | かなほど         | 1987年8月2日   | 1987年8月2日                  | 金程、万福寺、細山、千代ケ丘4・5の各一部                     |                      |  |
| 金程4丁目       | かなほど         | 1987年8月2日   | 1987年8月2日                  | 金程、万福寺、細山、千代ケ丘4・5の各一部                     |                      |  |
| 上麻生          | かみあさお       | 1939年10月1日  | 未実施                        |                                                              |                      |  |
| 上麻生1丁目     | かみあさお       | 1984年3月19日  | 1984年3月19日                 | 万福寺、上麻生の各一部                                       |                      |  |
| 上麻生2丁目     | かみあさお       | 1984年3月19日  | 1984年3月19日                 | 万福寺、上麻生、王禅寺の各一部                               |                      |  |
| 上麻生2丁目     | かみあさお       | 1984年3月19日  | 1987年11月1日                 | 上麻生、王禅寺の各一部                                       |                      |  |
| 上麻生3丁目     | かみあさお       | 1984年3月19日  | 1984年3月19日                 | 万福寺、上麻生の各一部                                       |                      |  |
| 上麻生3丁目     | かみあさお       | 1984年3月19日  | 1987年11月1日                 | 上麻生の一部                                                 |                      |  |
| 上麻生3丁目     | かみあさお       | 1984年3月19日  | 1996年11月23日                | 上麻生、上麻生4、片平の各一部                                |                      |  |
| 上麻生4丁目     | かみあさお       | 1987年11月1日  | 1987年11月1日                 | 上麻生、王禅寺の各一部                                       |                      |  |
| 上麻生4丁目     | かみあさお       | 1987年11月1日  | 1996年11月23日                | 上麻生、片平の各一部                                         |                      |  |
| 上麻生5丁目     | かみあさお       | 1996年11月23日 | 1996年11月23日                | 上麻生、片平の各一部                                         |                      |  |
| 上麻生5丁目     | かみあさお       | 1996年11月23日 | 1999年10月12日                | 上麻生、王禅寺の各一部                                       |                      |  |
| 上麻生5丁目     | かみあさお       | 1996年11月23日 | 2000年11月6日                 | 上麻生、王禅寺の各一部                                       |                      |  |
| 上麻生6丁目     | かみあさお       | 1999年10月12日 | 1999年10月12日                | 上麻生、王禅寺の各一部                                       |                      |  |
| 上麻生7丁目     | かみあさお       | 1999年10月12日 | 1999年10月12日                | 上麻生、下麻生、王禅寺の各一部                               |                      |  |
| 栗木            | くりぎ           | 1939年10月1日  | 未実施                        |                                                              |                      |  |
| 栗木1丁目       | くりぎ           | 1999年1月18日  | 1999年1月18日                 | 栗木の一部                                                   |                      |  |
| 栗木2丁目       | くりぎ           | 1999年1月18日  | 1999年1月18日                 | 栗木の一部                                                   |                      |  |
| 栗木3丁目       | くりぎ           | 1999年1月18日  | 1999年1月18日                 | 栗木の一部                                                   |                      |  |
| 栗木台1丁目     | くりぎだい       | 1979年11月1日  | 1979年11月1日                 | 黒川の一部                                                   |                      |  |
| 栗木台2丁目     | くりぎだい       | 1979年11月1日  | 1979年11月1日                 | 黒川の一部                                                   |                      |  |
| 栗木台3丁目     | くりぎだい       | 1979年11月1日  | 1979年11月1日                 | 黒川の一部                                                   |                      |  |
| 栗木台4丁目     | くりぎだい       | 1979年11月1日  | 1979年11月1日                 | 黒川の一部                                                   |                      |  |
| 栗木台5丁目     | くりぎだい       | 1979年11月1日  | 1979年11月1日                 | 黒川の一部                                                   |                      |  |
| 栗平1丁目       | くりひら         | 1976年11月1日  | 1976年11月1日                 | 片平、栗木の各一部                                           |                      |  |
| 栗平2丁目       | くりひら         | 1976年11月1日  | 1982年1月18日                 | 栗木の一部                                                   |                      |  |
| 黒川            | くろかわ         | 1939年10月1日  | 未実施                        |                                                              |                      |  |
| 五力田          | ごりきだ         | 1939年10月1日  | 未実施                        |                                                              |                      |  |
| 五力田1丁目     | ごりきだ         | 1982年7月1日   | 1982年7月1日                  | 五力田、片平、白鳥1の各一部                                  |                      |  |
| 五力田2丁目     | ごりきだ         | 1982年7月1日   | 1982年7月1日                  | 五力田、片平、白鳥1の各一部                                  |                      |  |
| 五力田3丁目     | ごりきだ         | 1992年7月1日   | 五力田、古沢の各一部          |                                                              |                      |  |
| 下麻生          | しもあさお       | 1939年10月1日  | 未実施                        |                                                              |                      |  |
| 下麻生1丁目     | しもあさお       | 2003年11月25日 | 2003年11月25日                | 下麻生、上麻生、王禅寺、早野の各一部                         |                      |  |
| 下麻生2丁目     | しもあさお       | 2003年11月25日 | 2003年11月25日                | 下麻生、上麻生、王禅寺、早野の各一部                         |                      |  |
| 下麻生3丁目     | しもあさお       | 2003年11月25日 | 2003年11月25日                | 下麻生、上麻生、王禅寺、早野の各一部                         |                      |  |
| 白鳥1丁目       | しらとり         | 1976年11月1日  | 1976年11月1日                 | 片平、五力田、栗木の各一部                                   |                      |  |
| 白鳥2丁目       | しらとり         | 1976年11月1日  | 1976年11月1日                 | 片平、五力田、栗木の各一部                                   |                      |  |
| 白鳥3丁目       | しらとり         | 1976年11月1日  | 1976年11月1日                 | 片平、五力田、栗木の各一部                                   |                      |  |
| 白鳥4丁目       | しらとり         | 2002年7月29日  | 2002年7月29日                 | 五力田の一部                                                 |                      |  |
| 高石1丁目       | たかいし         | 1984年11月19日 | 1984年11月19日                | 高石の全部並びに百合丘1の一部                                |                      |  |
| 高石2丁目       | たかいし         | 1984年11月19日 | 1984年11月19日                | 高石の全部並びに百合丘1の一部                                |                      |  |
| 高石3丁目       | たかいし         | 1984年11月19日 | 1984年11月19日                | 高石の全部並びに百合丘1の一部                                |                      |  |
| 高石4丁目       | たかいし         | 1984年11月19日 | 1984年11月19日                | 高石の全部並びに百合丘1の一部                                |                      |  |
| 高石5丁目       | たかいし         | 1984年11月19日 | 1984年11月19日                | 高石の全部並びに百合丘1の一部                                |                      |  |
| 高石6丁目       | たかいし         | 1984年11月19日 | 1984年11月19日                | 高石の全部並びに百合丘1の一部                                |                      |  |
| 多摩美1丁目     | たまみ           | 1978年10月1日  | 1978年10月1日                 | 細山、生田、菅、高石の各一部                                 |                      |  |
| 多摩美2丁目     | たまみ           | 1978年10月1日  | 1978年10月1日                 | 細山、生田、菅、高石の各一部                                 |                      |  |
| 千代ケ丘1丁目   | ちよがおか       | 1971年8月1日   | 未実施                        |                                                              | 町名地番整理実施区域 |  |
| 千代ケ丘2丁目   | ちよがおか       | 1971年8月1日   | 未実施                        |                                                              | 町名地番整理実施区域 |  |
| 千代ケ丘3丁目   | ちよがおか       | 1971年8月1日   | 未実施                        |                                                              | 町名地番整理実施区域 |  |
| 千代ケ丘4丁目   | ちよがおか       | 1971年8月1日   | 未実施                        |                                                              | 町名地番整理実施区域 |  |
| 千代ケ丘5丁目   | ちよがおか       | 1971年8月1日   | 未実施                        |                                                              | 町名地番整理実施区域 |  |
| 千代ケ丘6丁目   | ちよがおか       | 1971年8月1日   | 未実施                        |                                                              | 町名地番整理実施区域 |  |
| 千代ケ丘7丁目   | ちよがおか       | 1971年8月1日   | 未実施                        |                                                              | 町名地番整理実施区域 |  |
| 千代ケ丘8丁目   | ちよがおか       | 1981年11月24日 | 1981年11月24日                | 細山の一部                                                   | 町名地番整理実施区域 |  |
| 千代ケ丘9丁目   | ちよがおか       | 1981年11月24日 | 1981年11月24日                | 細山の一部                                                   | 町名地番整理実施区域 |  |
| 虹ケ丘1丁目     | にじがおか       | 1973年10月1日  | 1976年3月1日 1999年10月12日   | 虹ケ丘1〜3の各全部 王禅寺の一部                              |                      |  |
| 虹ケ丘2丁目     | にじがおか       | 1973年10月1日  | 1976年3月1日                  | 虹ケ丘1〜3の各全部                                           |                      |  |
| 虹ケ丘3丁目     | にじがおか       | 1973年10月1日  | 1976年3月1日                  | 虹ケ丘1〜3の各全部                                           |                      |  |
| 白山1丁目       | はくさん         | 1981年2月2日   | 1981年2月2日                  | 王禅寺の一部                                                 |                      |  |
| 白山2丁目       | はくさん         | 1981年2月2日   | 1981年2月2日                  | 王禅寺の一部                                                 |                      |  |
| 白山3丁目       | はくさん         | 1981年2月2日   | 1981年2月2日                  | 王禅寺の一部                                                 |                      |  |
| 白山4丁目       | はくさん         | 1981年2月2日   | 1981年2月2日                  | 王禅寺の一部                                                 |                      |  |
| 白山5丁目       | はくさん         | 1981年2月2日   | 1981年2月2日                  | 王禅寺の一部                                                 |                      |  |
| 早野            | はやの           | 1939年10月1日  | 未実施                        |                                                              |                      |  |
| はるひ野1丁目   | はるひの         | 2006年3月13日  | 2006年3月13日                 | 黒川の一部                                                   |                      |  |
| はるひ野2丁目   | はるひの         | 2006年3月13日  | 2006年3月13日                 | 黒川の一部                                                   |                      |  |
| はるひ野3丁目   | はるひの         | 2006年3月13日  | 2006年3月13日                 | 黒川の一部                                                   |                      |  |
| はるひ野4丁目   | はるひの         | 2006年3月13日  | 2006年3月13日                 | 黒川の一部                                                   |                      |  |
| はるひ野5丁目   | はるひの         | 2006年3月13日  | 2006年3月13日                 | 黒川の一部                                                   |                      |  |
| 東百合丘1丁目   | ひがしゆりがおか | 1982年7月1日   | 1982年7月1日                  | 生田、高石、百合丘3、王禅寺の各一部                          |                      |  |
| 東百合丘2丁目   | ひがしゆりがおか | 1982年7月1日   | 1982年7月1日                  | 生田、高石、百合丘3、王禅寺の各一部                          |                      |  |
| 東百合丘3丁目   | ひがしゆりがおか | 1982年7月1日   | 1982年7月1日 2000年11月6日    | 生田、高石、百合丘3、王禅寺の各一部                          |                      |  |
| 東百合丘4丁目   | ひがしゆりがおか | 1982年7月1日   | 1982年7月1日                  | 生田、高石、百合丘3、王禅寺の各一部                          |                      |  |
| 古沢            | ふるさわ         | 1939年10月1日  | 未実施                        |                                                              |                      |  |
| 細山            | ほそやま         | 1938年10月1日  | 未実施                        |                                                              |                      |  |
| 細山1丁目       | ほそやま         | 1978年10月1日  | 1978年10月1日                 | 細山、菅、高石の各一部                                       |                      |  |
| 細山2丁目       | ほそやま         | 1978年10月1日  | 1978年10月1日                 | 細山、菅、高石の各一部                                       |                      |  |
| 細山3丁目       | ほそやま         | 1978年10月1日  | 1978年10月1日                 | 細山、菅、高石の各一部                                       |                      |  |
| 細山4丁目       | ほそやま         | 1978年10月1日  | 1978年10月1日                 | 細山、菅、高石の各一部                                       |                      |  |
| 細山5丁目       | ほそやま         | 1978年10月1日  | 1978年10月1日                 | 細山、菅、高石の各一部                                       |                      |  |
| 細山6丁目       | ほそやま         | 1978年10月1日  | 1978年10月1日                 | 細山、菅、高石の各一部                                       |                      |  |
| 細山7丁目       | ほそやま         | 1978年10月1日  | 1978年10月1日                 | 細山、菅、高石の各一部                                       |                      |  |
| 細山8丁目       | ほそやま         | 1981年11月24日 | 1981年11月24日                | 細山の一部                                                   |                      |  |
| 万福寺 (川崎市) | まんぷくじ       | 1939年10月1日  | 未実施                        |                                                              |                      |  |
| 万福寺1丁目     | まんぷくじ       | 1984年3月19日  | 1984年3月19日                 | 万福寺、百合丘2、上麻生の各一部                              |                      |  |
| 万福寺2丁目     | まんぷくじ       | 1984年3月19日  | 1984年3月19日                 | 万福寺、百合丘2、上麻生の各一部                              |                      |  |
| 万福寺3丁目     | まんぷくじ       | 2007年12月3日  | 2007年12月3日                 | 万福寺、千代ケ丘1・4、古沢の各一部                           |                      |  |
| 万福寺4丁目     | まんぷくじ       | 2007年12月3日  | 2007年12月3日                 | 万福寺、千代ケ丘1・4、古沢の各一部                           |                      |  |
| 万福寺5丁目     | まんぷくじ       | 2007年12月3日  | 2007年12月3日                 | 万福寺、千代ケ丘1・4、古沢の各一部                           |                      |  |
| 万福寺6丁目     | まんぷくじ       | 2007年12月3日  | 2007年12月3日                 | 万福寺、千代ケ丘1・4、古沢の各一部                           |                      |  |
| 南黒川          | みなみくろかわ   | 1979年11月1日  | 1979年11月1日                 | 黒川の一部                                                   |                      |  |
| 南黒川          | みなみくろかわ   | 1979年11月1日  | 1982年1月18日                 | 黒川の一部                                                   |                      |  |
| 向原1丁目       | むかいばら       | 1987年8月2日   | 1987年8月2日                  | 細山、金程、千代ケ丘8の各一部                                |                      |  |
| 向原2丁目       | むかいばら       | 1987年8月2日   | 1987年8月2日                  | 細山、金程、千代ケ丘8の各一部                                |                      |  |
| 向原3丁目       | むかいばら       | 1987年8月2日   | 1987年8月2日                  | 細山、金程、千代ケ丘8の各一部                                |                      |  |
| 百合丘1丁目     | ゆりがおか       | 1961年4月1日   | 未実施                        |                                                              |                      |  |
| 百合丘2丁目     | ゆりがおか       | 1961年4月1日   | 未実施                        |                                                              |                      |  |
| 百合丘3丁目     | ゆりがおか       | 1961年4月1日   | 未実施                        |                                                              |                      |  |

## 人口
平成27年（2015年）国勢調査によれば、男性85,480人、女性90,077人と、女性の人口が男性より多い。

## 産業
商業中心であるが、一部地域には農家も多く残っており、特に黒川、岡上、早野地区は市街化調整区域および農業振興地域に指定されている。
栗木・黒川地区にはかわさきマイコンシティが造成され、コンピュータソフトウェア関連企業の研究所が多く立地する。

### 商業
新百合ヶ丘駅を中心とした大規模商業地区と、最も古くから栄えていた柿生駅付近に商店街・スーパーマーケットなどの中規模施設、その他の各駅付近に小規模商業地区が存在する。また、小田急線小田原線と併走する県道3号世田谷町田線沿いに商業施設が集まる。
一方、麻生区内には国道や高速道路はなく、同区の幹線道路である県道3号世田谷町田線も道路渋滞が激しいため、大規模なロードサイド店舗の成立は見られず、新百合ヶ丘駅周辺を除くと商業施設は住民の日常生活を支える規模にとどまっている。

## 教育

### 大学・短期大学
- 田園調布学園大学
- 昭和音楽大学
- 東京都市大学 王禅寺キャンパス
- 日本映画大学
- 昭和音楽大学短期大学部

このほか、和光大学と玉川大学（東京都町田市）の敷地の一部は区内にまたがっている。

### 高校
- 神奈川県立麻生高等学校
- 神奈川県立麻生総合高等学校
- 桐光学園高等学校

### 中学校
| - 川崎市立西生田中学校 - 川崎市立長沢中学校 - 川崎市立王禅寺中央中学校 | - 川崎市立柿生中学校 - 川崎市立白鳥中学校 - 川崎市立金程中学校 | - 川崎市立麻生中学校 - 川崎市立はるひ野中学校 - 桐光学園中学校 |

### 小学校
| - 川崎市立西生田小学校 - 川崎市立千代ヶ丘小学校 - 川崎市立百合丘小学校 - 川崎市立南百合丘小学校 - 川崎市立柿生小学校 - 川崎市立東柿生小学校 | - 川崎市立長沢小学校 - 川崎市立王禅寺中央小学校 - 川崎市立真福寺小学校 - 川崎市立虹ヶ丘小学校 - 川崎市立栗木台小学校 - 川崎市立片平小学校 | - 川崎市立岡上小学校 - 川崎市立金程小学校 - 川崎市立麻生小学校 - 川崎市立はるひ野小学校 - 桐光学園小学校 |

### 社会教育施設
- 川崎市立麻生図書館
  - 柿生分館
- 川崎市麻生市民館
  - 岡上分館

## 医療・健康
区内にある総合病院は、麻生総合病院、柿生記念病院など柿生駅周辺に集まっているが、新百合ヶ丘駅を最寄り駅の一つとする新百合ヶ丘総合病院や、隣接する宮前区に存在する聖マリアンナ医科大学病院など、他にもアクセス良好な総合病院が存在する。
区内には個人開業医が多数あるが、より詳細な検査・緊急時には聖マリアンナ医科大学病院および同大学が指定管理者となっている川崎市立多摩病院を紹介されることが多い。
区内および隣接する主な総合病院
- 新百合ヶ丘総合病院（377床） - 新百合ヶ丘駅徒歩15分
- 柿生記念病院（270床） - 柿生駅徒歩5分
- 麻生総合病院（199床）、麻生リハビリ総合病院（183床） - 柿生駅徒歩10分
- 川崎田園都市病院（305床） - 柿生駅バス5分、五月台駅徒歩15分
- たま日吉台病院（199床） - 柿生駅バス12分
- 聖マリアンナ医科大学病院（1208床） - 宮前区（最寄り駅：百合ヶ丘駅）
- 川崎市立多摩病院（376床） - 多摩区（最寄り駅：登戸駅）
- 日本医科大学多摩永山病院（401床） - 東京都多摩市（最寄り駅：小田急永山駅）

### 平均寿命
厚生労働省が発表した『2020（令和2）年 市区町村別生命表』によると、平均寿命は男性が84.0歳、女性が89.2歳で、ともに日本一だった。公園や坂が多いうえに、後述するように鉄道・路線バスが発達しているため自家用車に頼らず歩いたり運動したりする人が多く、さらに健康診断や食生活に気を配る傾向が強いことなどが影響している可能性があると分析されている。

## 交通

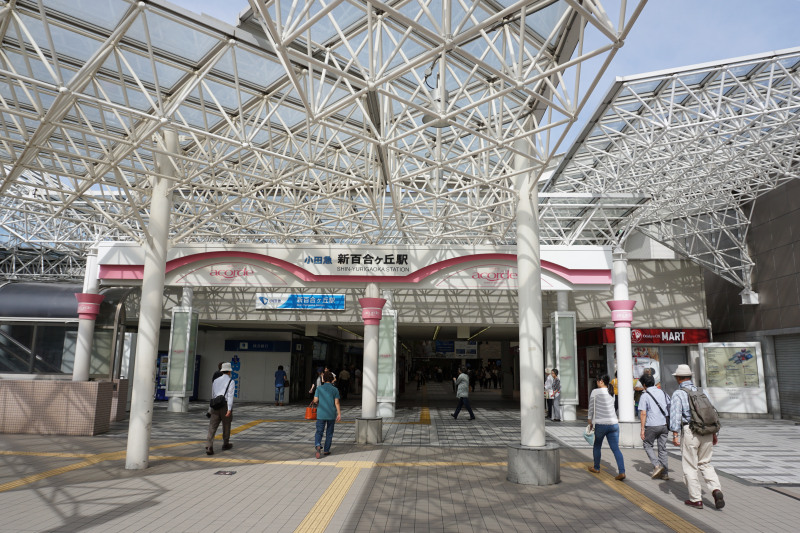
新百合ヶ丘駅

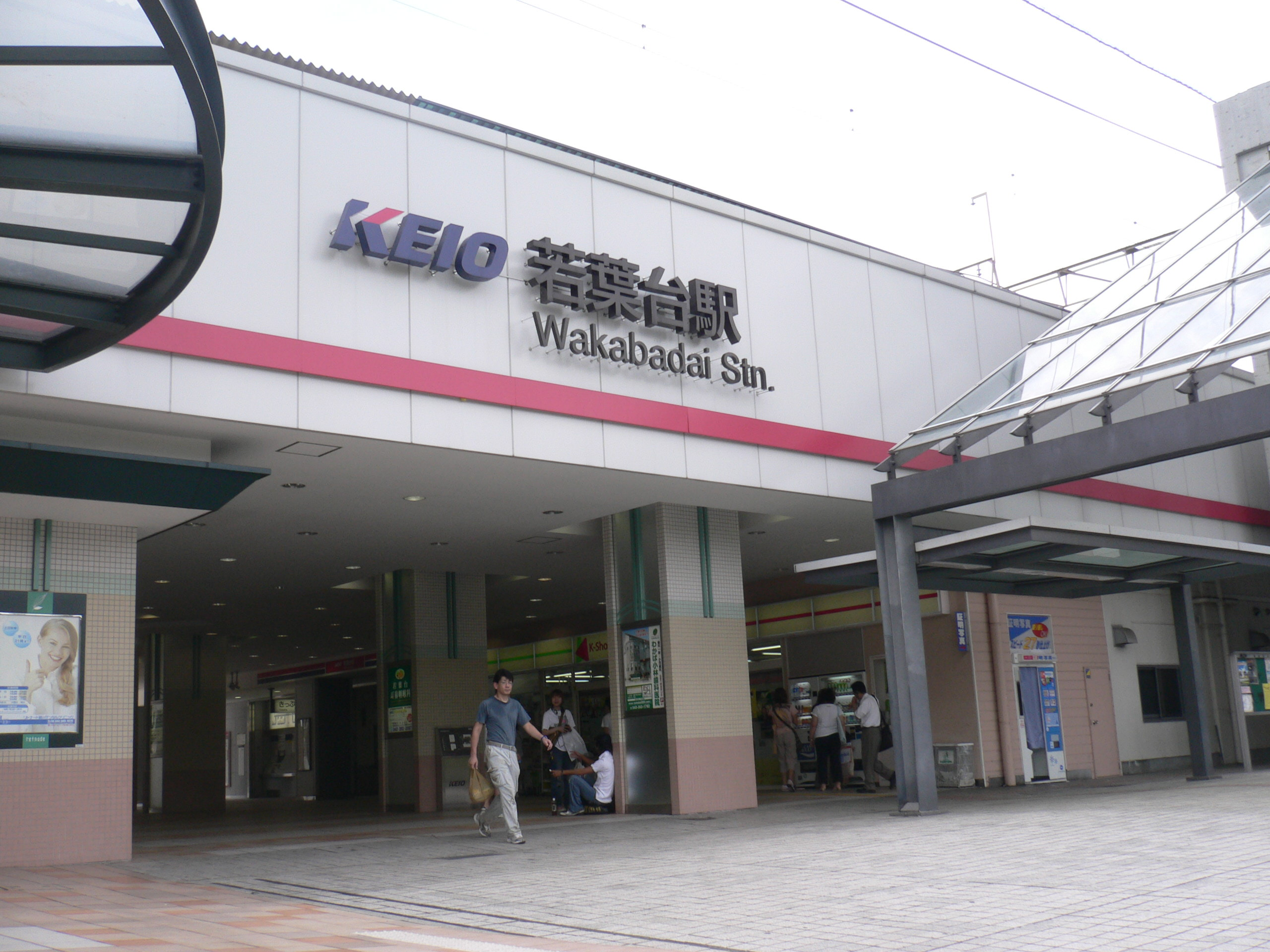
若葉台駅

### 鉄道
- 小田急電鉄
  - 小田原線： - 百合ヶ丘駅 - 新百合ヶ丘駅 - 柿生駅 -
  - 多摩線：新百合ヶ丘駅 - 五月台駅 - 栗平駅 - 黒川駅 - はるひ野駅 -
- 京王電鉄
  - 相模原線： - 若葉台駅 -

前後を東京都に挟まれているため、東京都を通らないと県内の他の駅（京王稲田堤駅・橋本駅）に行くことができない。
- 東日本旅客鉄道（JR東日本）
  - 武蔵野線

貨物線部分であるため、区内に駅は存在しない。
構想中の路線
- 横浜市営地下鉄ブルーライン：新百合ヶ丘駅 - （横浜市青葉区すすき野地区 - あざみ野駅）

2000年の運輸政策審議会答申では、横浜市営地下鉄の延伸線として、新百合ヶ丘駅－すすき野間を2015年度までに整備に着手すべき路線と位置づけられた（すすき野地区－あざみ野駅間は2015年度までに整備すべき路線として答申）。2019年1月1日、横浜市があざみ野駅から新百合ヶ丘駅までの延伸方針を固めたことが報じられ、同年1月23日には延伸に関して横浜市と川崎市の間で合意が結ばれ、両市長間で覚書が交わされた。2030年頃の開業を目指すとしている。
計画中の路線
- リニア中央新幹線

始発駅（品川駅）から、神奈川県の駅（橋本駅）へ向かう際、区内地下を通過する予定だが、当区には駅の設置予定はないものの、非常時の脱出用として東百合丘非常口と片平非常口が設けられる予定。

### 路線バス
- 川崎市交通局
- 東急バス
  - 虹が丘営業所が区内に所在する。
- 小田急バス
  - 新百合ヶ丘営業所が区内に所在する。
- 神奈川中央交通

空港連絡バス
- 新百合ヶ丘駅 - 羽田空港（小田急バス、京浜急行バス）
- 新百合ヶ丘駅・たまプラーザ駅 - 成田空港（小田急バス、東急バス、京成バス）

### 道路
- 主要地方道
  - 神奈川県道3号世田谷町田線（津久井道）
  - 神奈川県道12号横浜上麻生線（麻生通り）
  - 神奈川県道19号町田調布線（鶴川街道）
- 一般県道
  - 神奈川県道124号稲城読売ランド前停車場線
  - 神奈川県道137号上麻生連光寺線（尻手黒川道路）

小田急線小田原線と併走し、区のほぼ中央を東西に通る世田谷町田線は、都心と新百合ヶ丘駅付近、そして町田市街地を繋ぐ主要道路であるが、生活道路と都市間結節機能とが混在し、同道路は片側1車線であるため慢性的な交通渋滞が発生している。そのため、特に渋滞の多い新百合ヶ丘駅付近から柿生駅付近を片側2車線化する工事を進めている。
区西部の柿生・町田市街方面や、区北部の黒川・多摩市街方面（尻手黒川線）から、区南部の王禅寺・東名川崎IC方面に向かう際にも、小田急小田原線がある影響で、新百合ヶ丘駅付近を通る必要があったが、2010年10月23日に新百合ヶ丘駅と柿生駅の中間に辺りに跨線橋をかけ、王禅寺方面から世田谷町田線へつながる道路が開通したことで、新百合ヶ丘駅付近を迂回する必要がなくなった。

## 名所・旧跡・観光スポット・祭事・催事
- 琴平神社

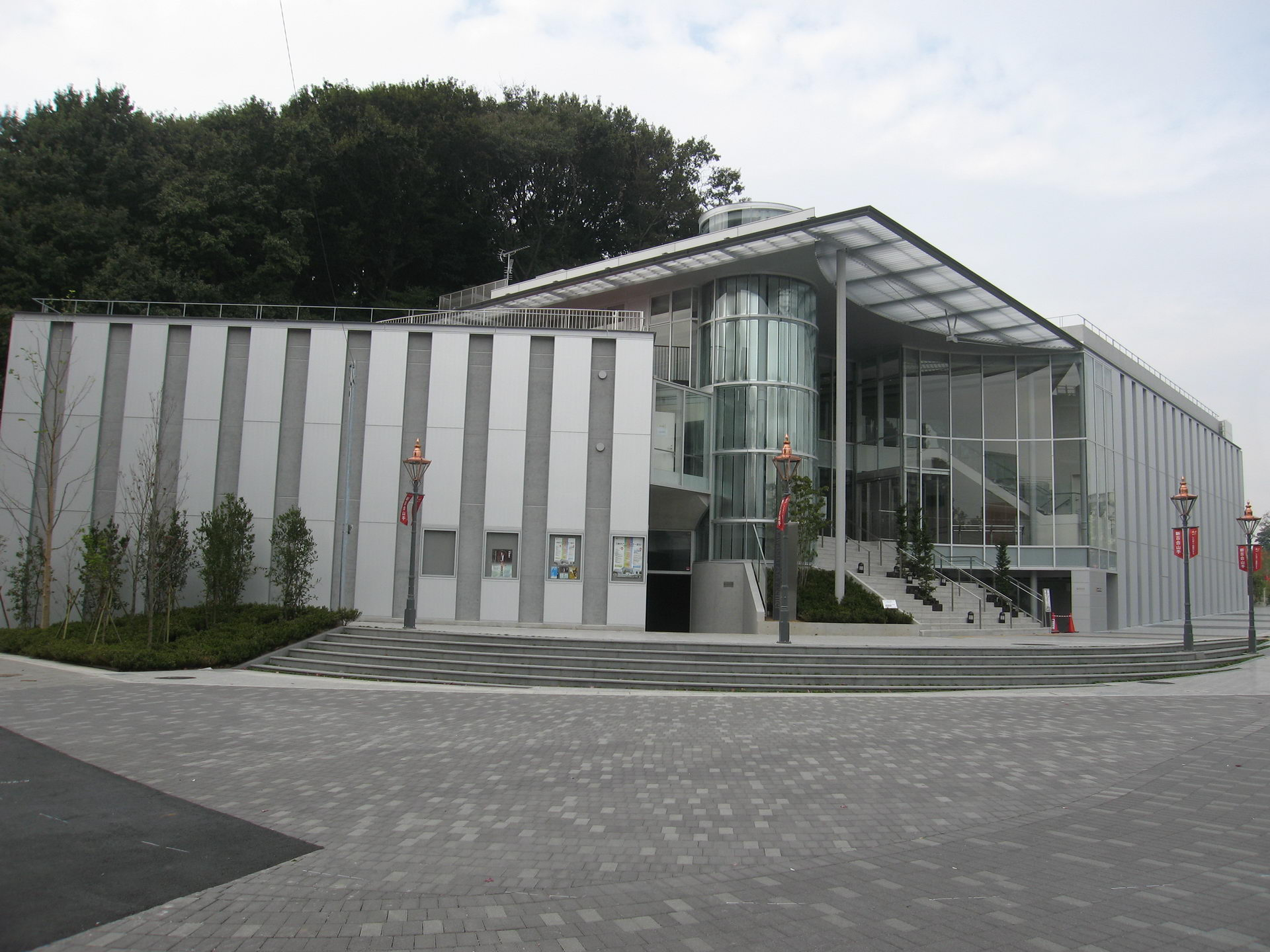
川崎市アートセンター

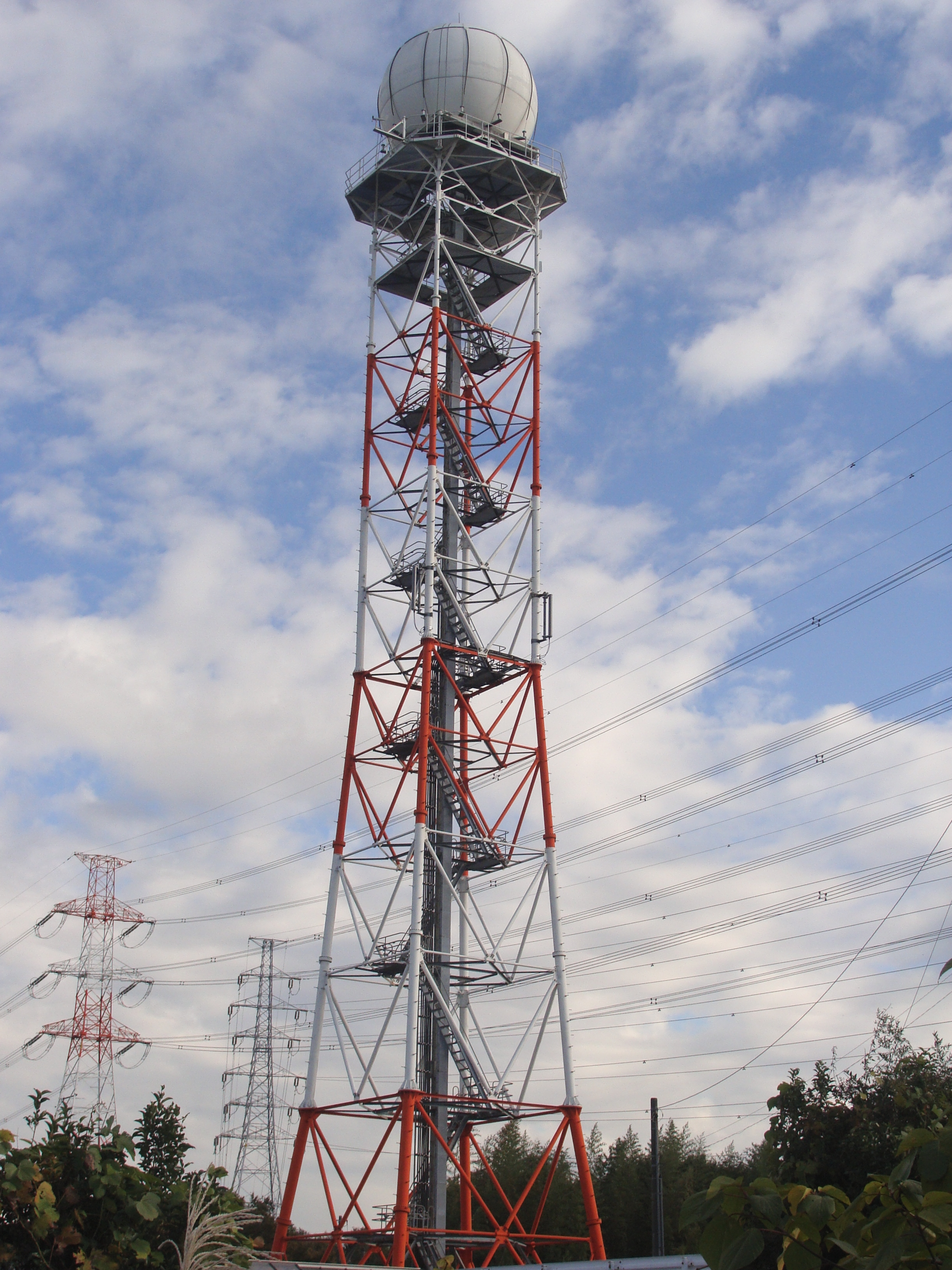
2021年まで存在した川崎広域レーダ雨量情報システムレーダー基地局

- 王禅寺 - 北原白秋が訪れた事がある。境内には、日本最古の甘柿品種禅寺丸柿原木が残っている。
- 香林寺 - 臨済宗建長寺派の寺院。五重塔が有名。
- 浄慶寺（あじさい寺） - 千本を超えるあじさいが名所。
- 弘法の松

弘法大師がこの地に立ち寄り、寺を建設しようとしたが谷の数が足りずに断念し、代わりに松の木を植えて立ち去ったという伝説が残されている。初代弘法の松は1956年12月に焼失し、今に至っている。
- 川崎市アートセンター（劇場・映像ホール）
- ヨネッティー王禅寺

川崎市の運営する施設で、ごみ焼却場の廃熱を利用した温水プールを中心に、トレーニングルーム、会議室等を備える。温水プールは全天候型。2014年度から3カ年の予定で各半年程度の閉館を伴う設備改修工事を実施、完成した。
- 王禅寺ふるさと公園（旧名称：川崎市制60周年記念総合公園）

多摩丘陵の豊かな自然を生かし、水と緑をテーマとして、市制60周年を記念して計画された公園。
なお、東京よみうりカントリークラブの一部ホールが、区内にかかっている（クラブハウスは東京都稲城市に所在）。
祭り・イベント
- 麻生木賊不動尊だるま市 - 関東の納めのだるま市。毎年1月28日に行われる。
- KAWASAKIしんゆり映画祭 - 市民ボランティアを中心とした運営による映画祭。
- アルテリッカしんゆり - 毎年ゴールデンウィークに実施される、音楽、映画、演劇を中心とした芸術祭。
- kirara@アートしんゆり（キララット・アートしんゆり）- 毎年年末年始に新百合ヶ丘駅周辺で行われるイルミネーション。

その他
- 柿生発電所
- 川崎広域レーダ雨量情報システム（通称「レインネットかわさき」。川崎市上下水道局の管轄）2021年8月撤去

## 著名人
- 伊藤万理華 - 女優、元アイドル（乃木坂４６）
- 神崎順 - ミュージカル俳優、演出家、作詞作曲家、振付家
  - 川崎商工会議所公認 かわさき産業親善大使。かわさきレビューを制作。
- 久保建英 - サッカー選手（レアル・ソシエダ）
- 桑田将司（Matt） -  タレント
- TAIGA - 芸人
- 10carats - 俳優
  - 川崎商工会議所公認 かわさき産業親善大使。世界初のボーイズレビューユニット。麻生区を拠点に活動。メンバー：浦野 祥鷹、三井慎太郎、葉月 星椰、木ノ上雄介、羽賀 拓郎、江添皓三郎。
- 福士誠治 - 俳優
- 三浦成美 - サッカー選手（日テレ・ベレーザ）
- 齊藤なぎさ - 女優、タレント、ファッションモデル、女性アイドルグループ・=LOVEの元メンバー、LARMEのレギュラーモデル
- 渡辺皓太 - サッカー選手（横浜F・マリノス）
- 西谷亮 - サッカー選手（FC岐阜）
- 大関友翔 - サッカー選手（川崎フロンターレ）